# پراچی شاه پاندیا
پراچی شاه پاندیا (به انگلیسی: Prachee Shah Paandya) (زاده ۱۲ دسامبر ۱۹۷۹) بازیگر هندی است.
از کارهای معروف او می‌توان به بازی در فیلم آکاش وانی، سپر ملی، راجا ناتوارلال و دختر چترفروش اشاره کرد.